# Lybia leptochelis

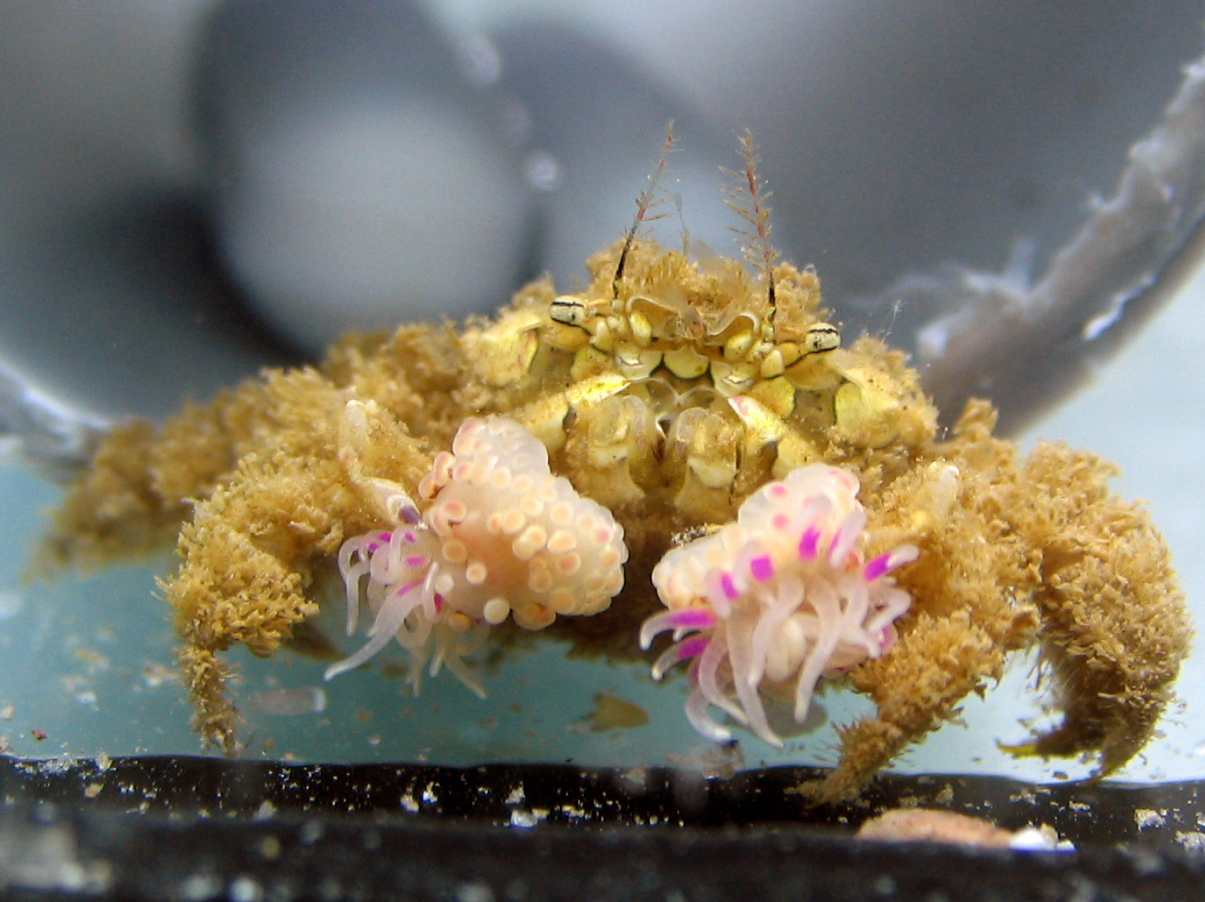
Lybia leptochelis verzameld met Alicia anemoon

Lybia leptochelis is een krabbensoort uit de familie van de Xanthidae. De wetenschappelijke naam van de soort is voor het eerst geldig gepubliceerd in 1894 door Zehntner.